# Mario Reviglione
Mario Reviglione (Torino, 31 marzo 1883 – Torino, 14 giugno 1965) è stato un pittore e incisore italiano.
Figlio di Reviglione Vicente e Teresa Mazza, fratello di Severino Reviglione, che ha viaggiato a bordo della nave Conte Grande con partenza da Genova per Argentina ed è rimasto a Buenos Aires, sposato con Maria Luisa Jean Georges Duplaa de Gara, il suo cognome è stato cambiato in Revigliono, ha avuto quattro figli. 

## Biografia
Frequenta gli studi classici e s'iscrive all'Accademia Albertina di Torino. L'abbandona tuttavia per insofferenza verso la cultura formata sui modi del naturalismo ottocentesco interpretato da Giacomo Grosso.
Si avvicina all'ambiente artistico di Bistolfi e all'ambiente del Simbolismo. Diventa amico di Domenico Buratti e frequenta l'ambiente dell'avanguardia culturale e letteraria torinese. Frequenta anche Felice Carena e l'incisore Carlo Turina.
Di carattere molto schivo, inizia ad esporre alla Promotrice delle Belle Arti di Torino nel 1903.
Nel 1906 partecipa alla Mostra nazionale del ritratto di Milano e l'anno seguente esordisce alla Biennale di Venezia (esposizione a cui parteciperà ininterrottamente fino al 1922).
Si dedica alla ritrattistica e alla pittura di paesaggio (oli, acquerelli, pastelli); le sue incisioni perdono l'originario carattere liberty per riferirsi ai modi propri della Secessione viennese a cui, intorno al 1910, è andato avvicinandosi.
Espone alla Quadriennale di Roma e alla Prima Esposizione d'arte della Secessione Romana (1913-1916).
Nel 1912 partecipa alla I Esposizione italiana di xilografia a Levanto. Particolarmente apprezzato dalla critica del tempo per le sue doti di disegno e di colorista, alterna la pittura alla personale ricerca xilografica con la quale collabora all'innovativa rivista L'Eroica di Ettore Cozzani a La Spezia.
Rimasto fedele alle sue scelte stilistiche iniziali, nel primo dopoguerra rimane isolato e la sua arte non è più compresa nonostante la sua costante partecipazione alle mostre torinesi fino al 1942.
Dopo la seconda guerra mondiale la sua solitudine artistica e umana lo porta ad una vita di povertà e a morire dimenticato dal pubblico.